# جراحی توهمی

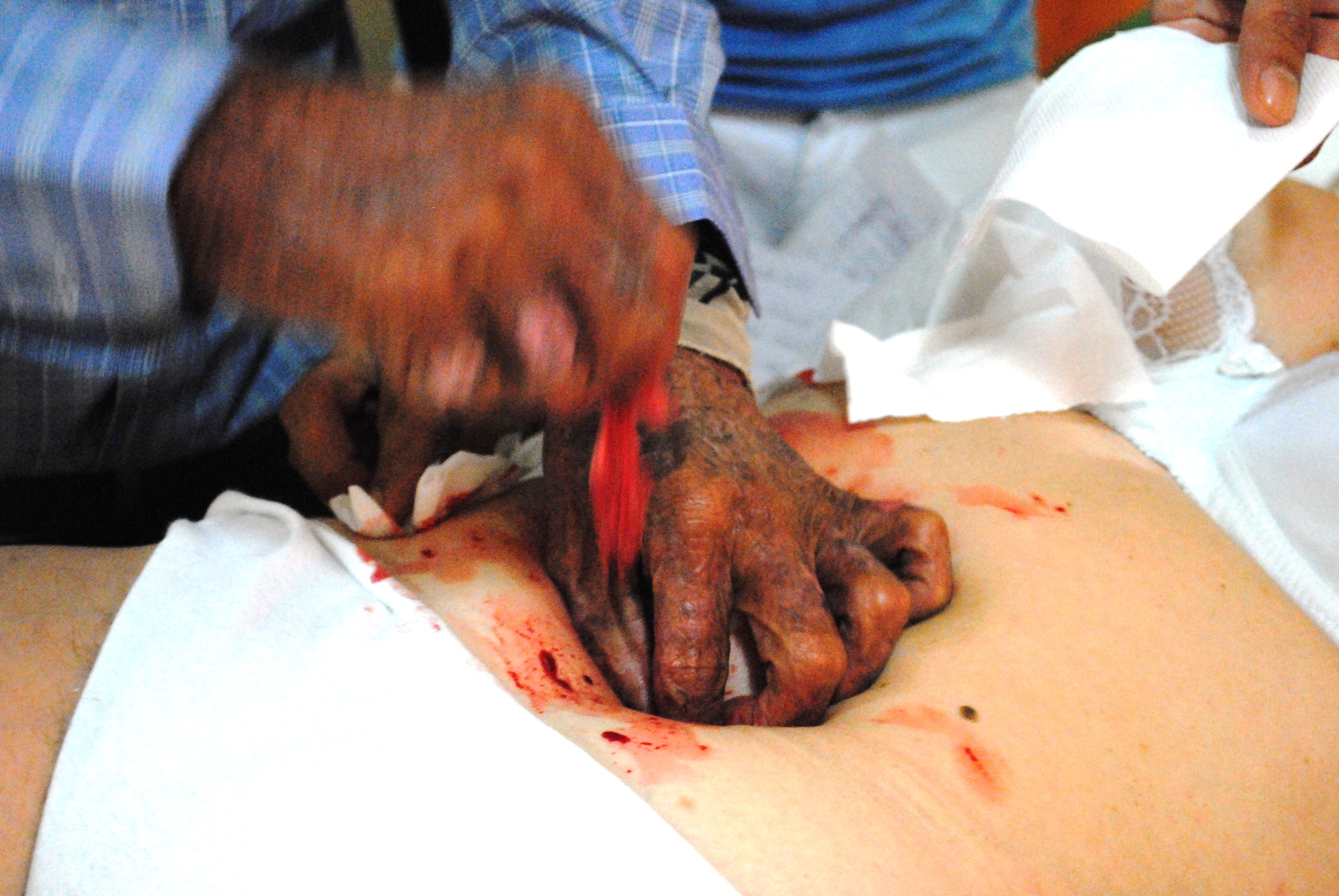
جراح توهمی در حال کار.

جراحی توهمی یک شبه علم و تقلب پزشکی است که توسط یک پزشک با ایجاد توهم از انجام عمل جراحی با دست خالی و با استفاده از خون و ارگان‌های حیوانات صورت می‌گیرد. پزشک با هدف متقاعد کردن بیمار، که ضایعات از بدن وی برداشته شده و برش خود به خود شفا یافته این کار را انجام می‌دهد.
کمیسیون تجارت فدرال ایالات متحده این کار را به عنوان یک «فریب کلی» اعلام نموده و انجمن سرطان آمریکا معتقد است که جراحی ذهنی ممکن است به دلیل دور نگه داشتن بیمار از مراقبت‌های پزشکی، باعث مرگ غیرضروری وی شود. متخصصان پزشکی و منتقدان، آن را به عنوان تردستی طبقه‌بندی نموده‌اند. و نتایج مثبت احتمالی به عنوان یک اثر دارونما عنوان شده‌است. برای اولین بار در جوامع طرفدار روحانیت ومعنویت در فیلیپین و برزیل در میانه قرن ۲۰ شناسایی شد؛ و پس از آن مسیرهای مختلفی را در این دو کشور طی نمود.